# Jakob David (Theologe)
Jakob David SJ (* 4. November 1904 in Altstätten; † 20. Dezember 1980 in Zürich) war ein Schweizer römisch-katholischer  Theologe und Geistlicher.

## Leben
Nach der Matura 1924 trat der Sohn des Kaufmanns Jakob, und der Ida geb. Zürcher, in Tisis in den Jesuitenorden ein. Er studierte Philosophie und Theologie in Deutschland, den Niederlanden und Frankreich. Nach der Priesterweihe 1934 in St. Michael (München) wirkte er ab 1936 in Zürich im Apologetischen Institut des Schweizerischen Katholischen Volksvereins. 1946 gründete er die Wochenbeilage Sozialer Aufbau der Neuen Zürcher Nachrichten. 1949 war er Mitbegründer der Vereinigung Christlicher Unternehmer. Ab 1953 wirkte er im Sozialinstitut Kommende Dortmund (Direktor 1955–1969).

## Schriften (Auswahl)
- mit Bernhard Hanssler und Hermann Mors: Vom Vater in der Familie, Gesellschaft und Kirche. Donauwörth 1960, OCLC 73311358.
- Neue Aspekte der kirchlichen Ehelehre. Mit dem Text der Pastoralkonstitution über „Die Kirche in der Welt von heute“, Abschnitt über Ehe und Familie. Bergen-Enkheim 1967, OCLC 833117873.
- Das Naturrecht in Krise und Läuterung. Köln 1967, OCLC 263945069.
- Ehe und Elternschaft nach dem Konzil. Aschaffenburg 1970, OCLC 176895582.
- Orientierungen. Ausgewählte Aufsätze. Zum 75. Geburtstag des Verfassers. Konstanz 1979, ISBN 3-85740-086-2.